# Lash LaRue
Lash LaRue, pseudonimo di Alfred LaRue (Gretna, 15 giugno 1917 – Burbank, 21 maggio 1996), è stato un attore statunitense.

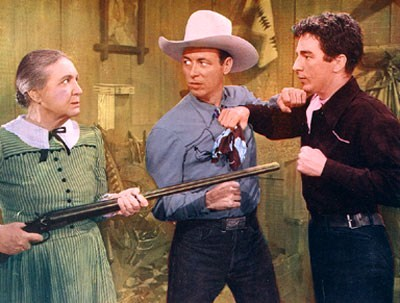
Sarah Padden, Eddie Dean e Lash LaRue in Song of Old Wyoming (1941)

È apparso in numerosi film Western degli anni 1940 e 1950, inizialmente come Cheyenne Kid.